# Veremon d'Iratxe
Veremon, en basc Bermudo Iratxekoa i Veremundo (Arellano o Villatuerta, Navarra, ca. 1020 - Iratxe, Ayegui, Navarra, 1092 o 1099) va ser un monjo benedictí, abat del monestir d'Iratxe (Navarra) entre 1052 i 1092. És venerat com a sant.

## Biografia
Va néixer a Arellano o, segons altres, a Villatuerta. Als dotze anys, cap al 1032, va ésser admès al monestir d'Iratxe, on el seu oncle Muni era abat. Molt devot de la Mare de Déu, als monjos deien que parlava amb la imatge que tenia a l'església del monestir. En morir l'abat Muni, els monjos l'elegiren com a abat, cap al 1052.
Durant el seu govern, l'abadia va tenir una època d'esplendor, en esdevenir una parada obligada per als pelegrins que feien el Camí de Sant Jaume. El rei Sanç Garcés IV de Pamplona va atorgar nombrosos privilegis al monestir, amb les donacions de tres esglésies, dotze monestirs i sis viles, dominis que el seu successor Sanç Ramires va ampliar. Aquest concedí el 1087 el privilegi, extensiu a tota la comunitat monàstica d'Iratxe, que la paraula d'un monjo fos considerada com a prova en un judici. En la polèmica per la reforma de la litúrgia, Veremund defensava l'antic ritu mossàrab i va enviar a Roma dos dels llibres litúrgics: el de pregàries (Liber orationum) i l'antifonari (Liber antiphonarum). El papa Alexandre II, a qui havia arribat la fama de santedat de l'abat, va aprovar-los.
Veremon havia vist un globus d'estrelles sobre un turó, hauria fet cavar-hi sota i va trobar la imatge de la Mare de Déu del Puy el 1080. Per aquest motiu, la ciutat que Sanç I d'Aragó i Pamplona hi fundà s'anomenà Estella. Això va provocar una disminució del favor reial envers Iratxe, ja que els recursos i privilegis es destinaven ara a la nova ciutat.
El 1099 ja consta un nou abat al monestir. Sembla que Veremund havia mort a Iratxe el 8 de març de 1092, o potser de 1099.

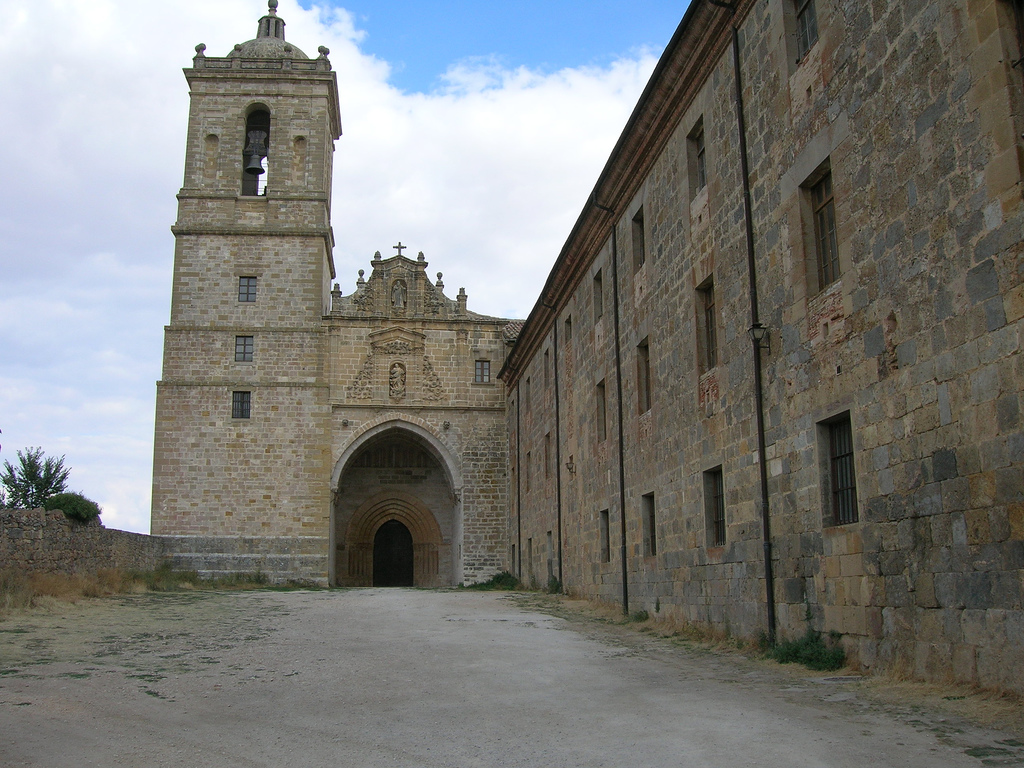
Monestir d'Iratxe, prop d'Estella (Navarra)
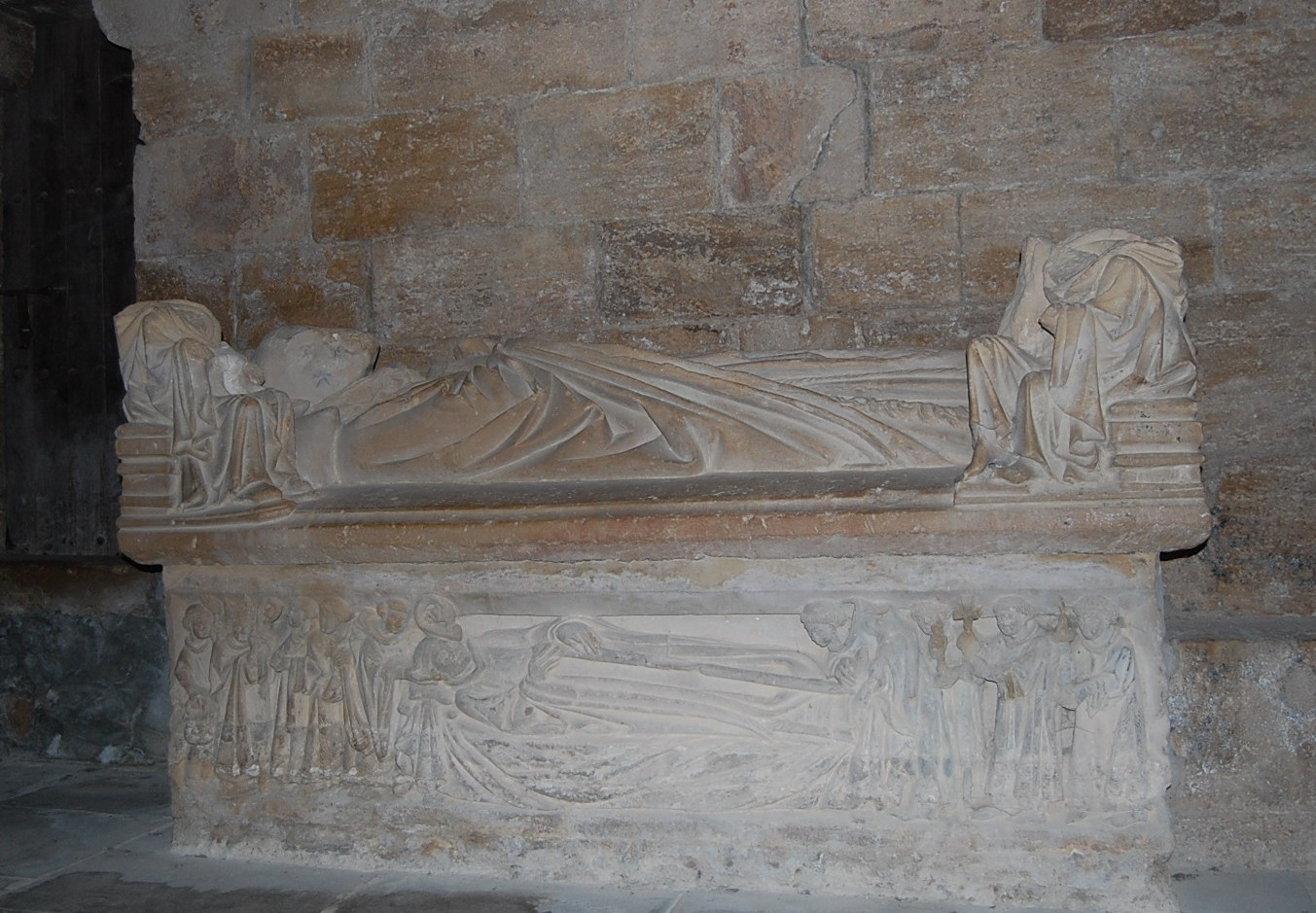
Antic sepulcre de Veremon, al claustre del monestir
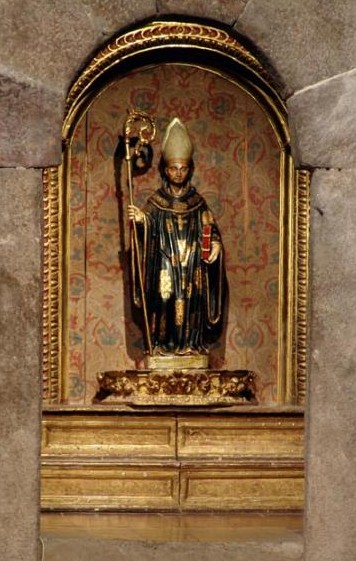
Talla del sant a la cripta del monestir de Leire (Navarra)
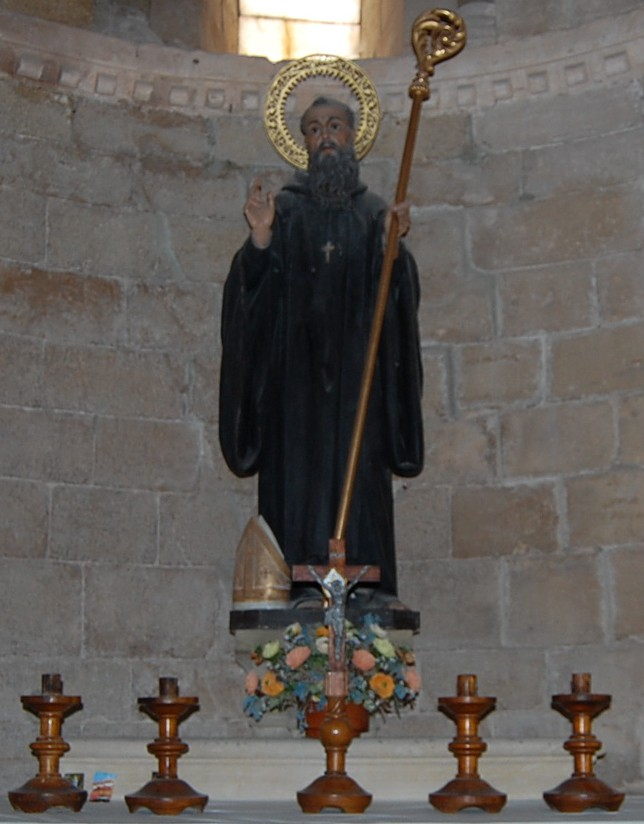
Talla del sant a l'església d'Iratxe

## Veneració
Va ser sebollit a Iratxe. Alexandre III el va canonitzar en 1163. Les fonts sobre la seva vida són tardanes (Becerro de Irache i Leccionario de Irache, del 1547), però recull miracles i llegendes explicats des d'antic, com els dons de profecia, de guariment de malalts, exorcismes, etc.
El 1583 es traslladaren les seves restes, com a resultat d'un vot pel guariment d'una malaltia que havia fet l'abat Antonio de Comontes: aquest va fer instal·lar les relíquies en una urna preciosa que es va col·locar a la sagristia. El papa Pau V va permetre'n el culte en 1614, confirmat per Innocenci X el 1646. En 1657, les restes es posaren en una nova arca d'argent, amb relleus.
Després de la desamortització de 1835, les relíquies es dipositaren a l'església d'Ayegui i, finalment, a Arellano i Villatuerta. Com que no quedava clar quin havia estat el lloc de naixement del sant, els dos poble acordaren alternar-se, cada cinc anys, la custòdia del reliquiari, que està cinc anys en un dels pobles i els cinc següents a l'altre, fent-se aquest trasllat el 3 de setembre, festivitat als dos pobles; la processó fa parades a Iratxe i el poble de Dicastillo.
És el patró del Camí de Sant Jaume a Navarra. Un refrany de Navarra diu: «Mientras el mundo sea mundo, el ocho de marzo San Veremundo».

### Llegendes
Veremon era molt generós i mentre va ser monjo acostumava a portar menjar als pelegrins del Camí que s'aturaven a l'hospital del monestir; com que aquests donatius estaven regulats pel monestir, ho feia d'amagat i tapava el menjar amb el seu hàbit. Quan algú dels monjos el trobava i li demanava que hi portava, el menjar es transformava en flors o llenya. Per atendre els pelegrins, el sant va fer brollar vi d'una font que hi havia vora el monestir.
Un grup de pelegrins havia arribat al monestir i Veremon els rebé. En preguntar-los d'on venien i què havien vist pel camí, no van saber contestar, ja que no s'havien fixat en res del que havien vist. Veremon, dolgut per tanta indiferència envers les meravelles que Déu havia creat, va exclamar-se dient «¡Veré mundo!». Els pelegrins van convertir-se en molins de vent, condemnats a girar contínuament sense arribar enlloc i no canviar de punt de vista.